# 케이티 페리의 작품 목록

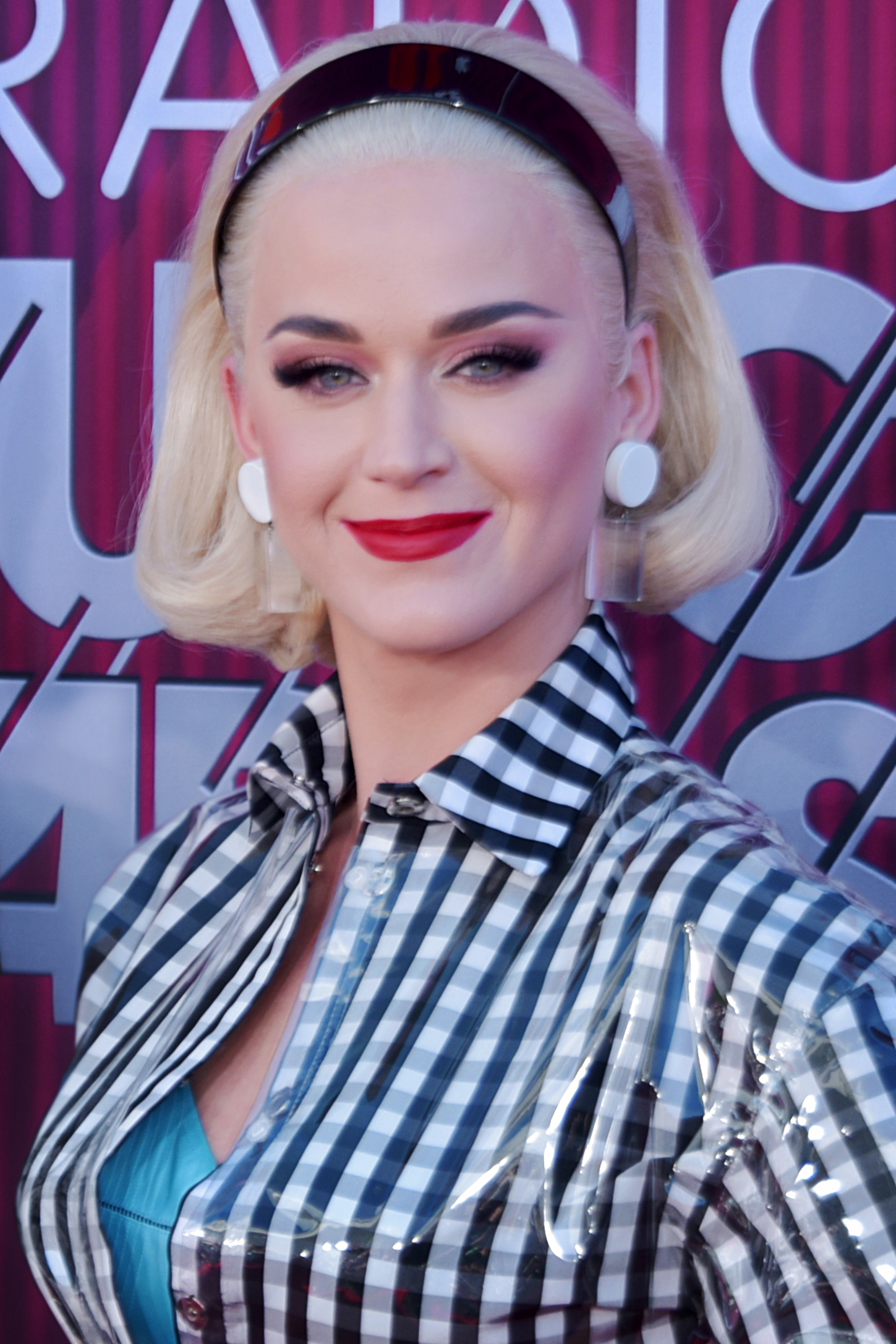
2019년의 페리.

미국의 가수 케이티 페리는 한 번의 비디오 음반 발매와 33편의 뮤직비디오, 7편의 영화, 12편의 텔레비전, 13편의 광고에 출연했다. 2004년부터 2007년까지 〈Goodbye for Now〉, 〈Cupid's Chokehold〉, 음악계에서 페리가 알려진 후 나온 〈Ur So Gay〉를 포함해 여러 뮤직비디오에 출연했다. 2008년에는 두 번째 정규 앨범 《One of the Boys》의 싱글 〈I Kissed a Girl〉과 〈Hot n Cold〉의 뮤직비디오가 공개되었다. 다음 해 후속 싱글 〈Thinking of You〉와 〈Waking Up in Vegas〉의 뮤직비디오가 공개되었다.
페리의 세 번째 앨범 《Teenage Dream》 (2010)의 리드 싱글이자 스눕 독이 피처링으로 참여한 〈California Gurls〉 뮤직비디오는 "캔디포니아"라는 가상의 땅에서의 일을 담았다. 요안 르무안이 감독을 맡은 〈Teenage Dream〉 뮤직비디오에서는 10대의 기쁨을 담았다. 자신감을 주제로 한 〈Firework〉 비디오는 MTV 비디오 뮤직 어워드에서 올해의 비디오를 수상하기도 했다. 우주 공간을 테마로한 〈E.T.〉 비디오는 카니예 웨스트가 피처링으로 참여했다. 이후 하우스 파티 뒤, 후폭풍을 다룬 〈Last Friday Night (T.G.I.F.)〉, 죽은 애인과 함께한 날들을 회상하는 내용을 담은 〈The One That Got Away〉 뮤직비디오를 차례로 공개했다. 2012년 리패키지 앨범 《Teenage Dream: The Complete Confection》 발매와 함께 〈Part of Me〉, 〈Wide Awake〉의 비디오를 공개했다. 다음 해 네 번째 정규 앨범 《Prism》 발매와 리드 싱글 〈Roar〉의 뮤직비디오를 공개했다. 비디오에는 비행기 추락 사고를 당한 후 페리의 정글 생활을 담았다. 다음 싱글 〈Unconditionally〉 비디오에는 무조건적인 사랑에 대한 것을 다뤘다. 〈Birthday〉 비디오에서는 생일파티에서 다섯 가지의 다른 캐릭터로 분장해 손님을 맞이하는 내용을 담았다. 〈Dark Horse〉와 〈Roar〉의 뮤직비디오가 10억 건의 조회수를 넘기면서 페리는 10억 건 이상의 조회수를 넘긴 뮤직비디오를 두 개 보유한 첫 음악가가 되었다.
뮤직비디오와 더불어 페리는 애니메이션 영화 《개구쟁이 스머프》 (2011)에서 스머페트 성우 역으로 출연했다. 이어 후속작 《개구쟁이 스머프 2》 (2013)에도 출연했다. California Dreams Tour와 코미디언 러셀 브랜드와의 이혼한 시기를 다룬 전기 다큐멘터리 영화 《케이티 페리: 파트 오브 미》가 개봉하기도 했다. 이 영화는 미국 역사상 가장 높은 수익을 올린 다큐멘터리 영화라는 기록을 세웠다. 이 외에도 여러 텔레비전 프로그램에도 출연했는데, 《아메리칸 아이돌》, 《더 엑스 팩터》에 게스트 심사위원으로 출연했다. 2011년 12월에는 《새터데이 나이트 라이브》 호스트로도 나왔다. 《내가 그녀를 만났을 때》, 《레이징 호프》, 《심슨 가족》에 카메오로 출연하기도 했다. 《내가 그녀를 만났을 때》로 피플스 초이스 어워드에서 가장 좋아하는 TV 게스트 스타상을 받았다.

## 뮤직비디오
| 제목                    | 연도 | 다른 출연자 | 감독      | 설명 | 출처   |
| ----------------------- | ---- | ----------- | --------- | --- | ------ |
| "Rise"                  | 2016 | None        | 폴 고어   | 협곡과 물가에서 고군분투하지만, 포기하지 않고 낙하산을 가지고 끊임없이 활공을 시도하는 모습을 담고 있다. | [ 10 ] |
| "Chained to the Rhythm" | 2017 | 스킵 말리   | 매튜 쿨렌 | 미국 캘리포니아주 산타클라리타에 소재한 식스 플래그스 매직 마운틴에서 촬영되었다. 영상에서 페리와 사람들은 현실은 도외시한 채 즐거움에 도취된 모습을 보인다. 도널드 트럼프 정부 하 미국 현실에 대한 정치적인 메시지가 담겨있다. | [ 11 ] |

## 필모그래피

### 영화
| 연도 | 제목                          | 역할                  | 비고             |
| ---- | ----------------------------- | --------------------- | ---------------- |
| 2010 | 《겟 힘 투 더 그릭》          | 자신                  | 삭제된 장면 단역 |
| 2010 | Out in the Desert             | 자신                  | 후반 제작        |
| 2011 | 《개구쟁이 스머프》           | 스머페트              | 목소리           |
| 2011 | 《머펫 대소동》               | 자신                  | 단역             |
| 2012 | 《케이티 페리: 파트 오브 미》 | 자신 / 캐시 베리 테리 | 주연 공동 제작   |
| 2013 | 《개구쟁이 스머프2》          | 스머페트              | 목소리           |
| 2015 | 《개구쟁이 스머프3》          | 스머페트              | 목소리           |

### 텔레비전
| 연도 | 제목                               | 역할                                                                                 | 비고                                               |
| ---- | ---------------------------------- | ------------------------------------------------------------------------------------ | -------------------------------------------------- |
| 2008 | 《더 영 앤 더 레스트리스》         | 자신                                                                                 | 에피소드 8914                                      |
| 2008 | 《와일드파이어》                   | 자신                                                                                 | "Life's Too Short" (시즌 4, 에피소드 8)            |
| 2010 | 《아메리칸 아이돌》                | 게스트 심사위원                                                                      | 시즌 9, 에피소드 5                                 |
| 2010 | 《더 엑스 팩터》                   | 게스트 심사위원                                                                      | 시리즈7 에피소드2                                  |
| 2010 | 《세서미 스트리트》                | 자신                                                                                 |                                                    |
| 2010 | 《심슨 가족》                      | 자신                                                                                 | "The Fight Before Christmas" (시즌 22, 에피소드 8) |
| 2010 | 《익스트림 메이커오버: 홈 에디션》 | 자신                                                                                 | "Boys Hope/Girls Hope" (시즌 8, 에피소드 1)        |
| 2010 | 《새러데이 나잇 라이브》           | 음악가 게스트                                                                        | "Amy Poehler/Katy Perry" (시즌 36, 에피소드 681)   |
| 2011 | 《내가 그녀를 만낫을 때》          | 허니                                                                                 | "Oh Honey" (시즌 6, 에피소드 15)                   |
| 2011 | 《아메리카 갓 탤런트》             | 게스트 심사위원                                                                      | 7월 27일 (시즌 6)                                  |
| 2011 | 50 Greatest Wedding Shockers       | 자신                                                                                 | TV 다큐멘터리                                      |
| 2011 | Perez Hilton Superfan              | 자신                                                                                 | 2011년 12월 14일 에프소드 1                        |
| 2011 | 《새러데이 나잇 라이브》           | 진행자 (자신)/크리스티나 아길레라/플로렌스 웰츠/피파 미들턴/켈리 오도널/이외 여러 명 | "Katy Perry/Robyn" (시즌 37, 에피소드 710)         |
| 2012 | 《레이싱 호프》                    | 리키                                                                                 | "Single White Female Role Model"                   |